# CAST (Studie)
CAST (Cardiac Arrhythmia Suppression Trial) ist das Akronym einer von 1986 bis 1998 durchgeführten klinischen Studie über die Wirksamkeit von Arzneimitteln aus der Gruppe der Klasse-I-Antiarrhythmika zur Verhinderung des plötzlichen Herztodes nach einem Herzinfarkt. Die Studie ergab, dass die getesteten Medikamente die Sterblichkeit erhöhten, anstatt sie wie erwartet zu senken.
Die 1991 (CAST) und 1992 (CAST II) im New England Journal of Medicine publizierten Ergebnisse der Studie haben weltweit zu einem Paradigmenwechsel in der Behandlung von Infarktpatienten geführt und CAST zu einer der am meisten beachteten medizinischen Studien gemacht.

## Studienablauf
1987 wurde an 27 Zentren begonnen, Patienten nach einem Herzinfarkt randomisiert und doppelt-blind einer Behandlung mit Flecainid, Encainid und Moricizin oder Placebo zu unterziehen, wenn sie in einer ersten Test-Phase überhaupt auf die medikamentöse Behandlung mit einer Reduktion der Anzahl ventrikulärer Extrasystolen reagierten.
Die Studie wurde in zwei Studien-Armen durchgeführt. In dem einen Arm wurden insgesamt 1455 Patienten mit Encainid, Flecainid oder Placebo behandelt und in dem anderen Arm zunächst 272 Patienten mit Moricizin oder Placebo. Im April 1989 wurde der Encainid/Flecainid-Arm wegen erhöhter Mortalität unter der Behandlung mit dem Verum (lat. „das Wahre“, im Gegensatz zum Scheinmedikament, dem Placebo) beendet. Die Studie wurde dann mit 1300 Patienten im Moricizin-Arm fortgesetzt, bis auch dieser im August 1991 wegen eines vermehrten Auftretens von Todesfällen im Vergleich zur Placebobehandlung abgebrochen wurde. Die Datenerhebung wurde bis zum März 1998 fortgeführt.

## Ergebnisse
CAST I wurde nach 10 Monaten abgebrochen, weil die Sterblichkeit unter medikamentöser Behandlung mit 8,3 % signifikant höher als unter Placebo war (3,5 %; p = 0,001). Überwiegende Todesursache war der plötzliche Herztod.
In CAST II bewirkte Moricizin eine Zunahme der Gesamtsterblichkeit von 5,4 auf 7,2 Prozent, wobei der Unterschied in den ersten zwei Wochen sogar signifikant war.
Diese Ergebnisse wurden in einer 1993 veröffentlichten Meta-Analyse bestätigt. Bei der Auswertung von 51 randomisierten Studien zeigte sich bei insgesamt 11.712 Infarktpatienten nach Behandlung mit Klasse-I-Antiarrhythmika eine höhere Sterblichkeit (5,6 %) als bei 11.517 Patienten nach Placebobehandlung (5,0 %; p = 0,03).